# Бъди (албум)
„Бъди“ е третият албум на българската рок група „Сленг“, записан и издаден на компакт-диск през 2017 година.

## История
След смъртта на фронтмена Дими група „Сленг“ дълго време няма изяви и не записва нова музика. Дори се смята, че тя се е разпаднала безвъзвратно. През 2013 година обаче момчетата решават да се върнат на сцената. Намират си нов солист в лицето на Владо Михайлов, който освен това е и композитор и поет. Той е бивш фронтмен на група „Сафо“. Пише музика и за други изпълнители, а гласът му е озвучавал много от прожектираните на голям екран анимационни филми.
Още през 2013 година момчетата записват нов сингъл – „Фалшив“, а в началото на 2017 са готови и с още песни.
През април на същата година е издаден и миниалбумът. Той съдържа четири песни в типичния за групата мелодичен поп-рок стил. Всяка от тях е в две версии – на български и английски език.
„Фалшив“ първа се сдобива с видеоклип още през 2013 година. Вторият е върху песента „Където си ти“, а третият – на песента „Бъди“. Тук за първи път вокалистът Владо Михайлов, освен че пише музиката и стиховете на парчето, влиза и в ролята на режисьор. Главни герои във видеото са семейната двойка Ирмена Чичикова и Стефан Щерев. Оператор е Томислав Михайлов – Чочо. а монтажът е дело на Руслан Грудев – Роко. Интересен факт около заснемането му е, че след дълги преговори точно кой ден да изберат за снимки, най-накрая улучват такъв, в който всички са свободни. Като по чудо този ден се оказва единственият недъждовен за дълъг период от време. Клипът успяват да заснемат само за един ден, обикаляйки почти цяла София. Този ден се оказва и денят, в който Дими напуска този свят преди 9 години по-рано, осъзнават малко по-късно музикантите. Ето защо те вярват, че бившият им фронтмен продължава да е с тях и изцяло ги подкрепя.
След миниалбума групата подготвя и дългосвиреща тава, премиерата на която е планирана за есента на 2017 година. Вече е готов първият сингъл от нея – песента „Невъзможните неща“, с която те спечелиха голямата награда „Златна пролет“ на 48-ото издание на конкурса „Пролет“ за 2017 година на БНР.